# Saurida caribbaea
Saurida caribbaea är en fiskart som beskrevs av Charles M. Breder, Jr. 1927. Saurida caribbaea ingår i släktet Saurida och familjen Synodontidae. Inga underarter finns listade i Catalogue of Life.